# Clidemia laxiflora
Clidemia laxiflora là một loài thực vật có hoa trong họ Mua. Loài này được (Schltdl.) Walp. ex Naudin mô tả khoa học đầu tiên năm 1851.